# Броніслав Перацький
Броні́слав Ві́льгельм Пера́цький (пол. Bronisław Wilhelm Pieracki; 28 травня 1895, Горлиці — 15 червня 1934, Варшава) — польський військовик, політик, державний діяч. Міністр внутрішніх справ Польщі в 1931—1934 рр. Загинув внаслідок вбивства, вчиненого членом ОУН Григорієм Мацейком. 

## Біографія
Перацький народився в західній Галичині в м. Горлиці (пол. Gorlice). У роки Першої світової війни служив у польських національних військових підрозділах, сформованих за ініціативи Юзефа Пілсудського. У 1918 р. став членом Польської військової організації. 
Після проголошення ЗУНР брав участь у польсько-українській війні 1918—1919 рр. У 1923 р. очолював відділ некатолицьких віросповідань. У 1926 р. підтримав Травневий переворот і повернення до влади Пілсудського. 1928 р. став послом польського Сейму, був одним з провідних діячів режиму Санації. 1929—1930 рр. віце-міністр, а з 1934 р. — міністр внутрішніх справ. Був керівником політики «пацифікації», спрямованої проти українців Польщі, зокрема у Львові 1930 р. За його ініціативи відбувалися погроми українського населення на Лемківщині, Волині й Поліссі в 1931—1932 рр.
Жалобний мітинг у Варшаві на площі Пілсудського, організований на честь убитих 17 червня 1934 р., зібрав близько 100 000 осіб.
14 жовтня 2018 року в Новому Сончі відбулося перепоховання генерала Броніслава Пєрацького. Похоронна меса відбулася в базиліці св. Маргарет. Труну проводжали похоронною процесією Старий цвинтар у Новому Сончі на Алеї Свободи, до колишнього місця спочинку.

## Вбивство
Вбивство Перацького організувала ОУН. Рішення про вбивство було ухвалено наприкінці квітня 1933 р. на зборах проводу ОУН під головуванням Євгена Коновальця. Степан Бандера як крайовий провідник ОУН дав наказ на в. Атентантом керував Микола Лебедь. Атентат готували у Варшаві. 
Ярослав Карпинець (піротехник ОУН) у Кракові в помешканні на Дембницькому ринку виготовив бомбу, якою мали стратити міністра.
Виконавцем атентату призначено добровольця, члена ОУН Григорія Мацейка. За планом проводу оунівців, він мусив підірвати себе й міністра Перацького. 15 червня 1934 р. Перацький прибув на обід до ресторану «Товариський клуб» на вулиці Фоксаль. Григорій Мацейко підійшов до нього і спробував підірвати бомбу. Коли пристрій не спрацював, він кількома пострілами смертельно поранив міністра.
Мацейкові вдалося уникнути арешту. Натомість Степана Бандеру й інших причетних до акції заарештували й засудили до страти на Варшавському процесі. Їх вироки замінили на довічне ув'язнення, і обом вдалося втекти під час вторгнення до Польщі.
Убивство Перацького, з одного боку, викликало подальші репресії, зокрема було засновано політичний концтабір у Березі-Картузькій. З другого — польська влада не змогла більше приховувати «української проблеми», вона набула міжнародного звучання, а авторитет ОУН серед українців Польщі істотно зріс.
Рішення про вбивство Перацького було ухвалено, коли він зробив спробу домовитися з поміркованими групами українців – на думку радикалів, це загрожувало їх подальшій конфронтаційній політиці.